# گروه دهرم
گروه دهرم مجموعه‌ای از سازندهای زمین‌شناسی زاگرس شامل سازندهای دالان و کنگان است. به علت عدم تفکیک آسان سازند کنگان با سازند دالان در روی زمین و از آنجا که هر دو سازند یک مخزن نفتی مشترک را تشکیل می‌دهند، این دو سازند را گروه دهرم می‌گویند. گروه دهرم به طور کلی دارای خواص مخزنی است و در پاره‌ای از میدان‌های گازی ایران مانند مخزن پارس جنوبی حاوی گازی پر فشار است.